# Zoopilus echinatus
Zoopilus echinatus is een rifkoralensoort uit de familie van de Fungiidae. De wetenschappelijke naam van de soort is voor het eerst geldig gepubliceerd in 1846 door Dana.